# Jeux de l’Amitié 1963
Die Jeux de l’Amitié 1963 waren eine Sportveranstaltung, die in der senegalesischen Hauptstadt Dakar ausgetragen wurde.
1960 hatten die Jeux de la Communauté in Madagaskar als Wettbewerb mit Frankreich und seinen Kolonien im Rahmen der Communauté française stattgefunden. Nachdem diese 1960 ihre Unabhängigkeit erlangt hatten, wurden die nächsten Ausgaben unter dem neuen Namen ausgetragen und umfassten auch Länder, die keine französischen Kolonien gewesen waren. Die Jeux de l’Amitié 1961 fanden in Abidjan (Elfenbeinküste) statt.
Bei den Spielen in Dakar nahmen 2400 Athleten teil, darunter zum ersten Mal afrikanische Frauen an einem internationalen Sportwettbewerb.

## Fußballwettbewerb
Der Fußballwettbewerb wurde von Senegal gewonnen.

### Gruppe A
1. Senegal
2. Kamerun
3. Niger

### Gruppe B
1. Madagaskar
2. Dahome
3. Liberia
4. Tschad

### Gruppe C
1. Frankreich Amateur
2. Gabun
3. Gambia
4. Obervolta

### Gruppe D
1. Tunesien
2. Kongo
3. Elfenbeinküste
4. Kongo-Leopoldville
5. Mauretanien

|  | Halbfinale          | Halbfinale |                    |   | Finale | Finale |
|  |                     |            |                    |   |        |        |
|  | Tunesien            | 2          |                    |   |        |        |
|  | Madagaskar          | 1          |                    |   |        |        |
|  |                     |            |                    |   |        |        |
|  |                     |            |                    |   |        |        |
|  | Senegal             | 1          |                    |   |        |        |
|  |                     | Tunesien   | 1*                 |   |        |        |
|  |                     |            |                    |   |        |        |
|  | Spiel um Platz drei |            |                    |   |        |        |
|  |                     |            | Frankreich Amateur | 4 |        |        |
|  | Senegal             | 2          | Madagaskar         | 1 |        |        |
|  | Frankreich Amateur  | 0          |                    |   |        |        |

- (9:4 nach Ecken)